# Torneo de San Diego 2012
El Mercury Insurance Open 2012 es un torneo de tenis. Pertenece al WTA Tour 2012 en la categoría WTA Premier. El torneo tendrá lugar en la ciudad de Carlsbad, San Diego, Estados Unidos, desde el 16 de julio hasta el 22 de julio de 2012 sobre canchas duras. El torneo, forma parte del US Open Series.

## Cabezas de serie

### Femenino
| Preclasificada | Tenista            | Ranking |
| 1              | Marion Bartoli     | 10      |
| 2              | Dominika Cibulkova | 15      |
| 3              | Jelena Jankovic    | 20      |
| 4              | Nadia Petrova      | 21      |
| 5              | Christina McHale   | 28      |
| 6/WC           | Daniela Hantuchova | 33      |
| 7              | Yanina Wickmayer   | 37      |
| 8              | Chanelle Scheepers | 42      |

- Los cabezas de serie, están basados en el ranking WTA del 9 de julio de 2012.

## Campeones

### Individual Femenino
Dominika Cibulkova vence a  Marion Bartoli por 6-1, 7-5.

### Dobles Femenino
Raquel Kops-Jones /  Abigail Spears vencen a  Vania King /  Nadia Petrova por 6-2, 6-4.